# Miha Vodičar
Miha Vodičar (rojen 26. decembra 1987) je slovenski plesalec standardnih in latinskoameriških plesov. S soplesalko Nadiyo Bychkovo sta v letih 2014 in 2015 za Slovenijo osvojila naslov svetovnih prvakov, ter naslov evropskih prvakov za leto 2015 v 10. plesih.

## Zasebno
Z ženo Kristino, s katero sta se poročila leta 2018, imata tri sinove: Oskarja (*2019), Jakoba (*2021) in Avgusta (*2024).